# 샘 닐
샘 닐(Sam Neill, 1947년 9월 14일 ~ )은 뉴질랜드의 배우이다.

## 출연 작품

### 영화
- 나의 화려한 인생 (1979)
- 오멘 3: 심판의 날 (1981) - 데이미언 손 역
- 포제션 (1981)
- Z 특공대 (1982)
- 아이반호 (1982)
- 타인의 피 (1984, Le Sang des autres)
- 플렌티 (1985)
- 어둠 속의 외침 (1988)
- 죽음의 항해 (1989)
- 프랑스 대혁명 (1989)
- 붉은 10월 (1990)
- 피아노 (1993)
- 쥬라기 공원 (1993)
- 정글북 (1994)
- 매드니스 (1994)
- 레스터레이션 (1995)
- 포가튼 실버 (1996)
- 이벤트 호라이즌 (1997)
- 스노우 화이트 (1997)
- 호스 위스퍼러 (1998)
- 바이센테니얼 맨 (1999)
- 쥬라기 공원 3 (2001)
- 퍼펙트 스트레인저 (2003)
- 윔블던 (2004)
- 리틀 피쉬 (2005)
- 엔젤 (2007)
- 데이브레이커스 (2009)
- 가디언의 전설 (2010) - 목소리
- 더 헌터 (2011)
- 서약 (2012)
- 이스케이프 플랜 (2013)
- 유나이티드 패션즈 (2014)
- 어 롱 웨이 다운 (2014)
- 내 인생 특별한 숲속 여행 (2016)
- 토르: 라그나로크 (2017)
- 스위트 컨트리 (2017)
- 커뮤터 (2018) - 호손 역
- 피터 래빗 (2018) - 늙은 미스터 맥그리거 / 토미 브룩 역 (목소리)
- 완벽한 가족 (2019)
- 라라걸 (2019)
- 피터 래빗 2: 파 프롬 가든 (2021)
- 쥬라기 월드: 도미니언 (2022) - 앨런 그랜트 역
- 토르: 러브 앤 썬더 (2022)

### 텔레비전 드라마
- 대마법사 멀린 (1998)
- 튜더스 (2007)
- 레이크 (2010)
- 앨커트래즈 (2012)
- 피키 블라인더스 (2013-14)
- 그리고 아무도 없었다 (2015) - 맥아더 장군 역 (BBC One)
- 인베이션 (2021)